# Donja Dubica
Donja Dubica är en ort i Bosnien och Hercegovina.   Den ligger i entiteten Federationen Bosnien och Hercegovina, i den norra delen av landet, 140 km norr om huvudstaden Sarajevo. Donja Dubica ligger 85 meter över havet och antalet invånare är 3 489.
Terrängen runt Donja Dubica är mycket platt.Närmaste större samhälle är Odžak, 9,7 km sydväst om Donja Dubica. 
Trakten runt Donja Dubica består till största delen av jordbruksmark. Runt Donja Dubica är det ganska tätbefolkat, med 86 invånare per kvadratkilometer.